# Voutezac
Voutezac est une commune française située dans le département de la Corrèze, en région Nouvelle-Aquitaine.

## Géographie

### Généralités
Commune située en Limousin sur les premiers contreforts du Massif central, au sud-est du canton de Juillac, aux portes de l’agglomération de Brive. Le bourg domine la plaine d’Objat et la vallée de la Vézère. La commune est arrosée à l'ouest par la Loyre.

### Communes limitrophes
Voutezac est limitrophe de six autres communes.
Les communes limitrophes sont Allassac, Estivaux, Objat, Orgnac-sur-Vézère, Saint-Solve et Vignols.
| Vignols     | Orgnac-sur-Vézère | Estivaux |
| Saint-Solve | Voutezac          |          |
| Objat       |                   | Allassac |

### Climat
Pour des articles plus généraux, voir Climat de la Nouvelle-Aquitaine et Climat de la Corrèze.
Historiquement, la commune est exposée à un climat océanique aquitain.  
En 2020, Météo-France publie une typologie des climats de la France métropolitaine dans laquelle la commune est exposée à un climat océanique altéré et est dans la région climatique  Ouest et nord-ouest du Massif Central, caractérisée par une pluviométrie annuelle de 900 à 1 500 mm, maximale en automne et en hiver.
Pour la période 1971-2000, la température annuelle moyenne est de 11,7 °C, avec  une amplitude thermique annuelle de 14,6 °C. Le cumul annuel moyen de précipitations est de 1 096 mm, avec 12,8 jours de précipitations en janvier et 7,7 jours en juillet. Pour la période 1991-2020, la température moyenne annuelle observée sur la station météorologique installée sur la commune est de 12,2 °C et le cumul annuel moyen de précipitations est de 1 014,2 mm,. Pour l'avenir, les paramètres climatiques de la commune estimés pour 2050 selon différents scénarios d’émission de gaz à effet de serre sont consultables sur un site dédié publié par Météo-France en novembre 2022.
| Mois                                  | jan.             | fév.             | mars            | avril           | mai           | juin          | jui.          | août          | sep.          | oct.            | nov.          | déc.          | année      |
| ------------------------------------- | ---------------- | ---------------- | --------------- | --------------- | ------------- | ------------- | ------------- | ------------- | ------------- | --------------- | ------------- | ------------- | ---------- |
| Température minimale moyenne (°C)     | −0,1             | −0,4             | 1,7             | 4,4             | 8,1           | 11,6          | 12,8          | 12,2          | 8,8           | 6,5             | 2,7           | 0,4           | 5,7        |
| Température moyenne (°C)              | 4,7              | 5,4              | 8,5             | 11,3            | 15,1          | 18,6          | 20,2          | 20            | 16,4          | 13              | 8             | 5,2           | 12,2       |
| Température maximale moyenne (°C)     | 9,4              | 11,2             | 15,2            | 18,1            | 22,1          | 25,7          | 27,6          | 27,8          | 24            | 19,5            | 13,3          | 10            | 18,7       |
| Record de froid (°C) date du record   | −23,5 17.01.1987 | −23,5 15.02.1956 | −13 16.03.1970  | −5,9 04.04.1996 | −3 01.05.1962 | −1 04.06.1953 | 3 01.07.1977  | 2 30.08.1986  | −2 28.09.1962 | −6,3 30.10.1997 | −10 18.11.07  | −14 19.12.09  | −23,5 1987 |
| Record de chaleur (°C) date du record | 21 15.01.1954    | 25 27.02.19      | 28,5 25.03.1981 | 30,7 30.04.05   | 33,5 30.05.01 | 39,2 22.06.03 | 40,8 23.07.19 | 40,3 12.08.03 | 36,9 12.09.22 | 33,4 01.10.23   | 25,4 08.11.15 | 22 04.12.1953 | 40,8 2019  |
| Précipitations (mm)                   | 92,6             | 72,5             | 74,2            | 93,8            | 89,9          | 77,5          | 64            | 74,3          | 77,9          | 91,2            | 101,4         | 104,9         | 1 014,2    |

## Urbanisme

### Typologie
Au 1er janvier 2024, Voutezac est catégorisée commune rurale à habitat dispersé, selon la nouvelle grille communale de densité à 7 niveaux définie par l'Insee en 2022.
Elle est située hors unité urbaine. Par ailleurs la commune fait partie de l'aire d'attraction de Brive-la-Gaillarde, dont elle est une commune de la couronne,. Cette aire, qui regroupe 80 communes, est catégorisée dans les aires de 50 000 à moins de 200 000 habitants,.

### Occupation des sols
L'occupation des sols de la commune, telle qu'elle ressort de la base de données européenne d’occupation biophysique des sols Corine Land Cover (CLC), est marquée par l'importance des territoires agricoles (66,7 % en 2018), une proportion sensiblement équivalente à celle de 1990 (66,6 %). La répartition détaillée en 2018 est la suivante : 
zones agricoles hétérogènes (50,9 %), forêts (29,2 %), prairies (13,9 %), zones urbanisées (4,1 %), cultures permanentes (1,3 %), terres arables (0,6 %).
L'évolution de l’occupation des sols de la commune et de ses infrastructures peut être observée sur les différentes représentations cartographiques du territoire : la carte de Cassini (XVIIIe siècle), la carte d'état-major (1820-1866) et les cartes ou photos aériennes de l'IGN pour la période actuelle (1950 à aujourd'hui).

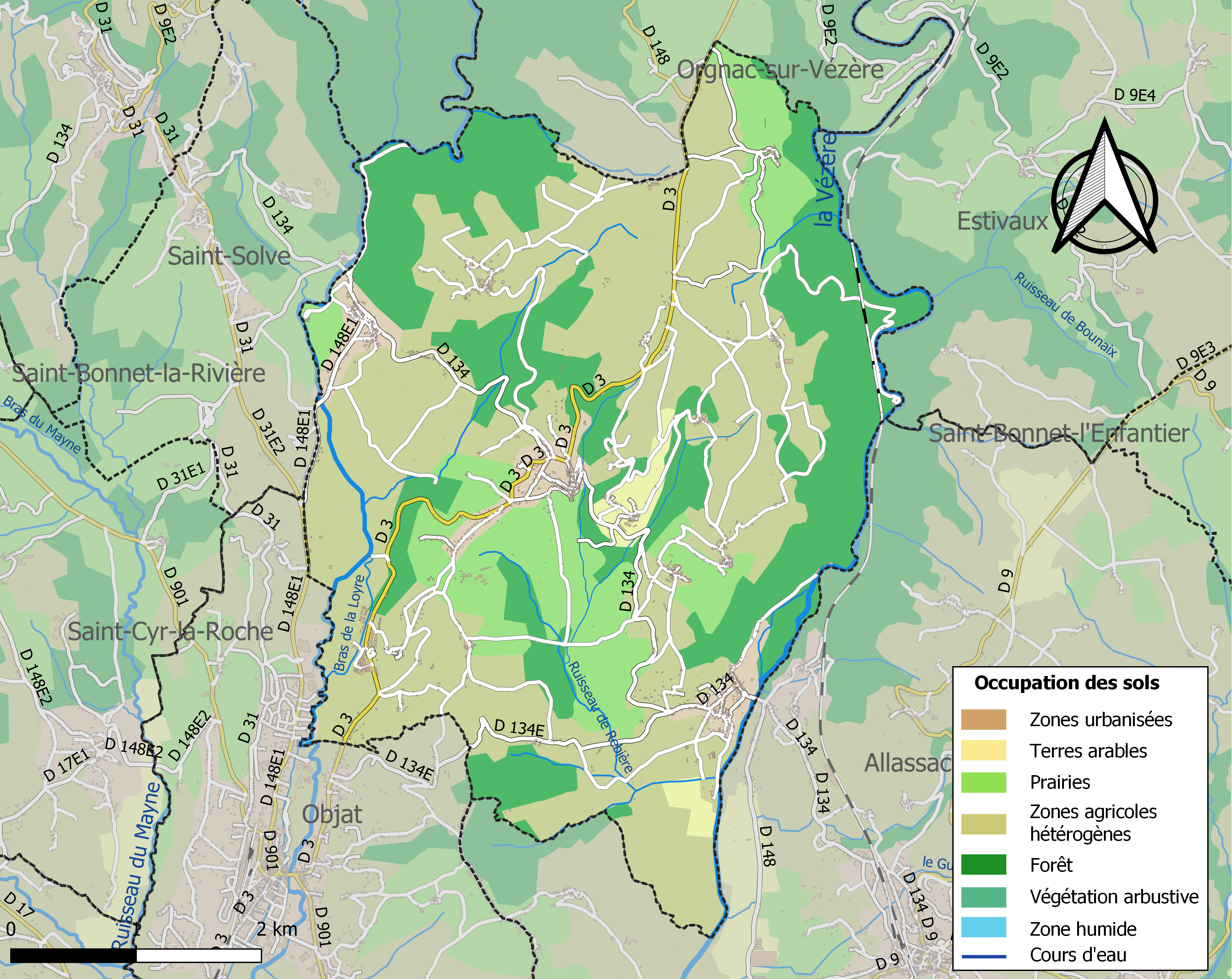
Carte des infrastructures et de l'occupation des sols de la commune en 2018 (CLC).

### Risques majeurs
Le territoire de la commune de Voutezac est vulnérable à différents aléas naturels : météorologiques (tempête, orage, neige, grand froid, canicule ou sécheresse), inondations, feux de forêts, mouvements de terrains et séisme (sismicité très faible). Il est également exposé à deux risques technologiques,  le transport de matières dangereuses et la rupture d'un barrage, et à un risque particulier : le risque de radon. Un site publié par le BRGM permet d'évaluer simplement et rapidement les risques d'un bien localisé soit par son adresse soit par le numéro de sa parcelle.

#### Risques naturels
Certaines parties du territoire communal sont susceptibles d’être affectées par le risque d’inondation par débordement de cours d'eau, notamment la Vézère et la Loyre. La commune a été reconnue en état de catastrophe naturelle au titre des dommages causés par les inondations et coulées de boue survenues en 1982, 1993, 1999 et 2001,. 

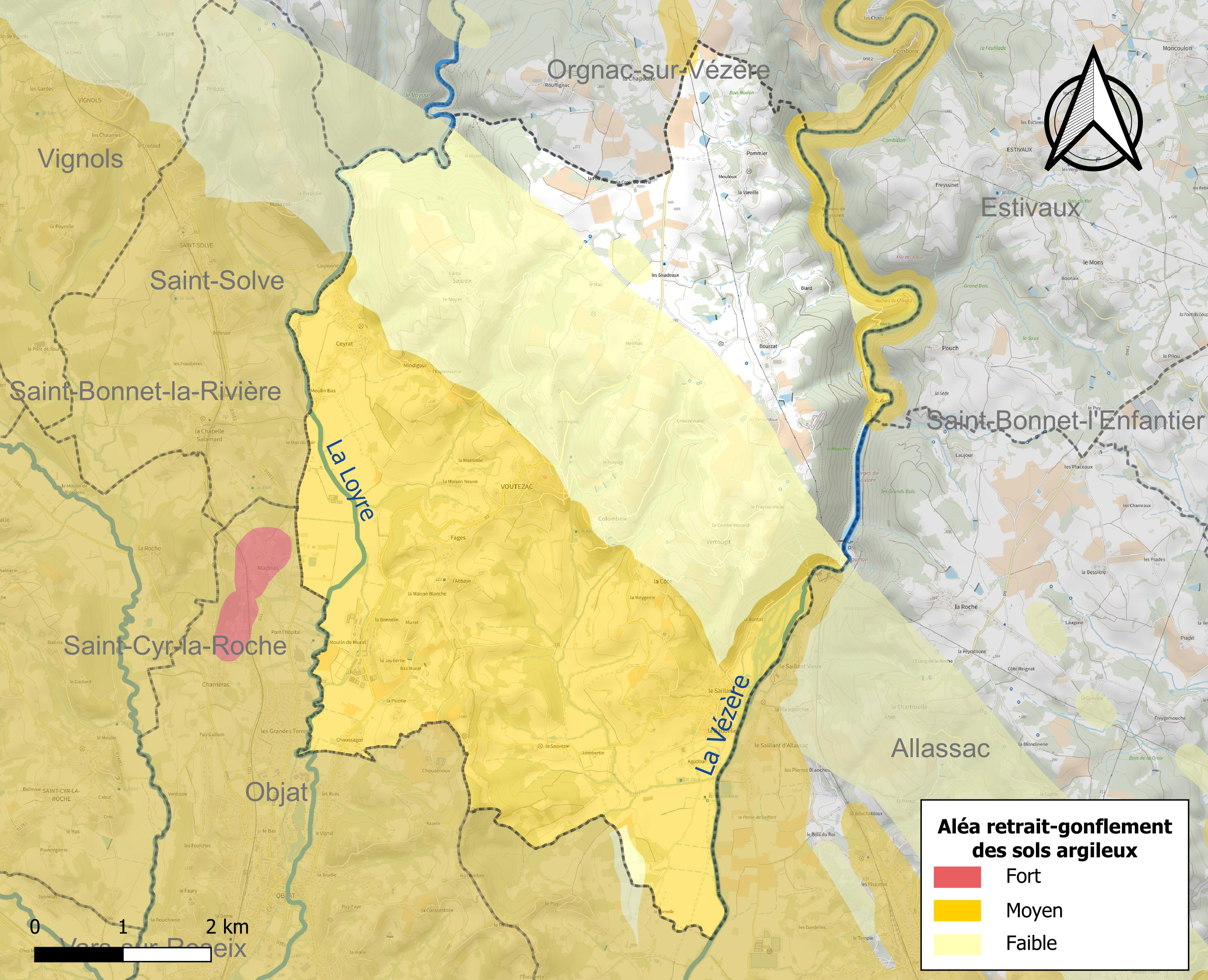
Carte des zones d'aléa retrait-gonflement des sols argileux de Voutezac.

La commune est vulnérable au risque de mouvements de terrains constitué principalement du retrait-gonflement des sols argileux. Cet aléa est susceptible d'engendrer des dommages importants aux bâtiments en cas d’alternance de périodes de sécheresse et de pluie. 48,2 % de la superficie communale est en aléa moyen ou fort (26,8 % au niveau départemental et 48,5 % au niveau national). Sur les 756 bâtiments dénombrés sur la commune en 2019,  494 sont en aléa moyen ou fort, soit 65 %, à comparer aux 36 % au niveau départemental et 54 % au niveau national. Une cartographie de l'exposition du territoire national au retrait gonflement des sols argileux est disponible sur le site du BRGM,.
Par ailleurs, afin de mieux appréhender le risque d’affaissement de terrain, l'inventaire national des cavités souterraines permet de localiser celles situées sur la commune. 
Concernant les feux de forêt, aucun plan de prévention des risques incendie de forêt (PPRIF) n’a été établi en Corrèze, néanmoins le code de l’urbanisme impose la prise en compte des risques dans les documents d’urbanisme. Le périmètre des servitudes d'utilité publique et des zones d'obligation légale de débroussaillement pour les particuliers est quant à lui défini pour la commune dans une carte dédiée. 
Concernant les mouvements de terrains, la commune a été reconnue en état de catastrophe naturelle au titre des dommages causés par la sécheresse en 2018, 2019 et 2020, par des mouvements de terrain en 1999 et par des glissements de terrain en 1993.

#### Risques technologiques
Le risque de transport de matières dangereuses sur la commune est lié à sa traversée par une infrastructure ferroviaire. Un accident se produisant sur une telle infrastructure est susceptible d’avoir des effets graves sur les biens, les personnes ou l'environnement, selon la nature du matériau transporté. Des dispositions d’urbanisme peuvent être préconisées en conséquence. 
La commune est en outre située en aval du barrage de Monceaux la Virolle, un ouvrage de classe A situé en Corrèze et disposant d'une retenue de 20,5 millions de mètres cubes. À ce titre elle est susceptible d’être touchée par l’onde de submersion consécutive à la rupture de cet ouvrage.

#### Risque particulier
Dans plusieurs parties du territoire national, le radon, accumulé dans certains logements ou autres locaux, peut constituer une source significative d’exposition de la population aux rayonnements ionisants. Certaines communes du département sont concernées par le risque radon à un niveau plus ou moins élevé. Selon la classification de 2018, la commune de Voutezac est classée en zone 3, à savoir zone à potentiel radon significatif. 

## Histoire
Voutezac était traversée par l'un des chemins de Saint-Jacques-de-Compostelle, la via Lemovicensis.
La commune tenait sa richesse de son grand vignoble. Aujourd'hui ce vignoble, détruit par le phylloxera au XIXe siècle, est en train de reprendre vie grâce à la plantation de plusieurs hectares de vignes (cépages : chenin, sauvignon gris et chardonnay).
Le village du Saillant, à quelques kilomètres du bourg de Voutezac, est traversé par la Vézère, rivière qui sépare les deux communes d'Allassac et de Voutezac, surmonté d'un pont construit au Moyen Âge par les moines, pour alimenter la région de leurs vins.
Le Saillant est connu pour sa chapelle ornée de six vitraux dessinés par Chagall et réalisés par le maître verrier Marcq de l'atelier « Simon - Marcq » de Reims. Ces vitraux sont les derniers dessinés par Chagall, deux ans avant sa mort.
Le château du Saillant qui appartient à la famille de Lasteyrie du Saillant a accueilli dans ses murs le révolutionnaire Riqueti de Mirabeau, sa sœur ayant épousé un Lasteyrie du Saillant.
Le hameau de Biard, situé au dessus des gorges de la Vézère en direction du barrage, comptait autrefois 27 feux. Aujourd'hui il subsiste une habitation et les murs d'anciens bâtiments et d'un four à pain.
Le 15 décembre 1908 en fin d'après-midi, entre les gares d'Allassac et d'Estivaux mais sur le territoire communal de Voutezac, le train omnibus no 742 de Brive à Limoges, au départ de la gare d'Allassac, est percuté par le train de marchandises no 2320 dans le tunnel de Pouch, causant la mort de 15 personnes.
Le 15 avril 1944, le village du Saillant est l'objet d'une rafle perpétrée par l'occupant nazi et la bande Bonny-Lafont. Vingt-et-un otages sont arrêtés et dix déportés : cinq dans le camp de concentration de Neuengamme et les autres dans les centres d'extermination d'Auschwitz-Birkenau et des Pays baltes. Deux stèles édifiées sur la place du village, en 1985 et 2019, commémorent ces événements.

## Politique et administration

### Liste des maires
| Période    | Période    | Identité                               | Étiquette | Qualité      |
| ---------- | ---------- | -------------------------------------- | --------- | ------------ |
| 1789       |            | François Deshors                       |           |              |
| 1790       |            | Dufaure Murat                          |           |              |
| 1792       |            | François Duroy                         |           |              |
| 1801       | 31-12-1807 | Louis Dufaure Murat                    |           |              |
| 07-01-1808 | 19-07-1809 | Jacques Joseph Dufaure Meilhac         |           |              |
| 21-11-1809 | 23-10-1815 | Antoine Leyral                         |           |              |
| 02-11-1815 | 31-07-1816 | Marc Mathou                            |           |              |
| 01-08-1816 | 11-01-1823 | Antoine Dunaigre                       |           |              |
| 16-01-1823 | 10-09-1830 | Louis Philibert Chauveron (de)         |           |              |
| 12-09-1830 | 14-06-1845 | Jean Baptiste Dunaigre                 |           |              |
| 15-06-1845 | 19-03-1848 | Léonard Paul Formigier De Genis        |           |              |
| 19-03-1848 | 30-06-1855 | Jacques Edouard Dunaigre               |           |              |
| 01-07-1855 | 15-08-1860 | Jean Baptiste Dunaigre                 |           |              |
| 16-08-1860 | 28-02-1863 | Antoine Jacques Edouard Dunaigre       |           |              |
| 01-03-1863 | 19-09-1870 | Jean Pommepuy                          |           |              |
| 20-09-1870 | 04-1873    | Jean Baptiste Antoine Edouard Dunaigre |           |              |
| 28-04-1873 | 24-08-1873 | Gui Adolphe Teytaud                    |           |              |
| 24-08-1873 | 31-03-1877 | Jean Baptiste Antoine Edouard Dunaigre |           |              |
| 01-04-1877 | 20-01-1878 | Jean Pommepuy                          |           |              |
| 21-01-1878 | 31-10-1883 | Pierre François Joseph Dufaure         |           |              |
| 01-11-1883 | 13-05-1884 | Louis Authier                          |           |              |
| 14-05-1884 | 30-04-1896 | Jean Baptiste Antoine Edouard Dunaigre |           |              |
| 1896       | 1904       | François Reillier                      |           |              |
| 1904       | 1919       | Henri Léonard dit Auguste Reiller      |           |              |
| 1919       | 1935       | Pierre Chauffier                       |           |              |
| 1935       | 1941       | Emmanuel Lauriac                       |           |              |
| 1941       | 1944       | Joseph Coudert                         |           |              |
| 1944       | 1944       | Pierre Sebremer                        |           |              |
| 1944       | 1945       | Emmanuel Lauriac                       |           |              |
| 1945       | 1947       | François Henri Raynal                  |           |              |
| 1947       | 1971       | Albert Barthélémy Laborie              |           |              |
| 1971       | 1995       | Raymond Eugène Vigne                   |           |              |
| 1995       | 2001       | Maurice Vareille                       | PCF       |              |
| 2001       | 2008       | Daniel Poulverel                       |           |              |
| 2008       | 2014       | Georges Peyramaure                     | PS        |              |
| 2014       | 2022       | Nicole Poulverel                       | UDI       | Agricultrice |
| 2022       | En cours   | Jean-Claude Reynaud                    |           |              |

### Politique environnementale
Dans son palmarès 2024, le Conseil national de villes et villages fleuris de France a attribué une fleur à la commune.

## Démographie
L'évolution du nombre d'habitants est connue à travers les recensements de la population effectués dans la commune depuis 1793. Pour les communes de moins de 10 000 habitants, une enquête de recensement portant sur toute la population est réalisée tous les cinq ans, les populations de référence des années intermédiaires étant quant à elles estimées par interpolation ou extrapolation. Pour la commune, le premier recensement exhaustif entrant dans le cadre du nouveau dispositif a été réalisé en 2005.

En 2022, la commune comptait 1 243 habitants, en évolution de −2,13 % par rapport à 2016 (Corrèze : −0,59 %, France hors Mayotte : +2,11 %).
| 1793  | 1800  | 1806  | 1821  | 1831  | 1836  | 1841  | 1846  | 1851  |
| ----- | ----- | ----- | ----- | ----- | ----- | ----- | ----- | ----- |
| 2 074 | 2 072 | 2 057 | 2 369 | 2 540 | 2 524 | 2 625 | 2 537 | 2 514 |

| 1856  | 1861  | 1866  | 1872  | 1876  | 1881  | 1886  | 1891  | 1896  |
| ----- | ----- | ----- | ----- | ----- | ----- | ----- | ----- | ----- |
| 2 546 | 2 562 | 2 514 | 2 426 | 2 701 | 2 530 | 2 570 | 2 733 | 2 222 |

| 1901  | 1906  | 1911  | 1921  | 1926  | 1931  | 1936  | 1946  | 1954  |
| ----- | ----- | ----- | ----- | ----- | ----- | ----- | ----- | ----- |
| 2 129 | 2 102 | 1 981 | 1 691 | 1 648 | 1 602 | 1 563 | 1 436 | 1 360 |

| 1962  | 1968  | 1975  | 1982  | 1990  | 1999  | 2005  | 2006  | 2010  |
| ----- | ----- | ----- | ----- | ----- | ----- | ----- | ----- | ----- |
| 1 256 | 1 197 | 1 071 | 1 053 | 1 026 | 1 142 | 1 174 | 1 182 | 1 270 |

| 2015  | 2020  | 2022  | - | - | - | - | - | - |
| ----- | ----- | ----- | - | - | - | - | - | - |
| 1 280 | 1 235 | 1 243 | - | - | - | - | - | - |

## Culture locale et patrimoine

### Lieux et monuments
- Église Saint-Christophe : église fortifiée.
- Le lavoir du bourg, alimenté par le ruisseau de la Pierre du Rieux.
- Le Saillant, village traversé par la Vézère et partagé entre Voutezac (rive droite) et Allassac (rive gauche) avec :
  - le château de Mirabeau (Voutezac) (ou château du Saillant), inscrit au titre des monuments historiques ;
  - sa chapelle qui possède six merveilles : six vitraux signés Marc Chagall ;
  - son pont à becs du XIIIe siècle, classé au titre des monuments historiques ;
  - le domaine du château du Saillant Vieux, inscrit au titre des monuments historiques en 2020[Note 4],[30].

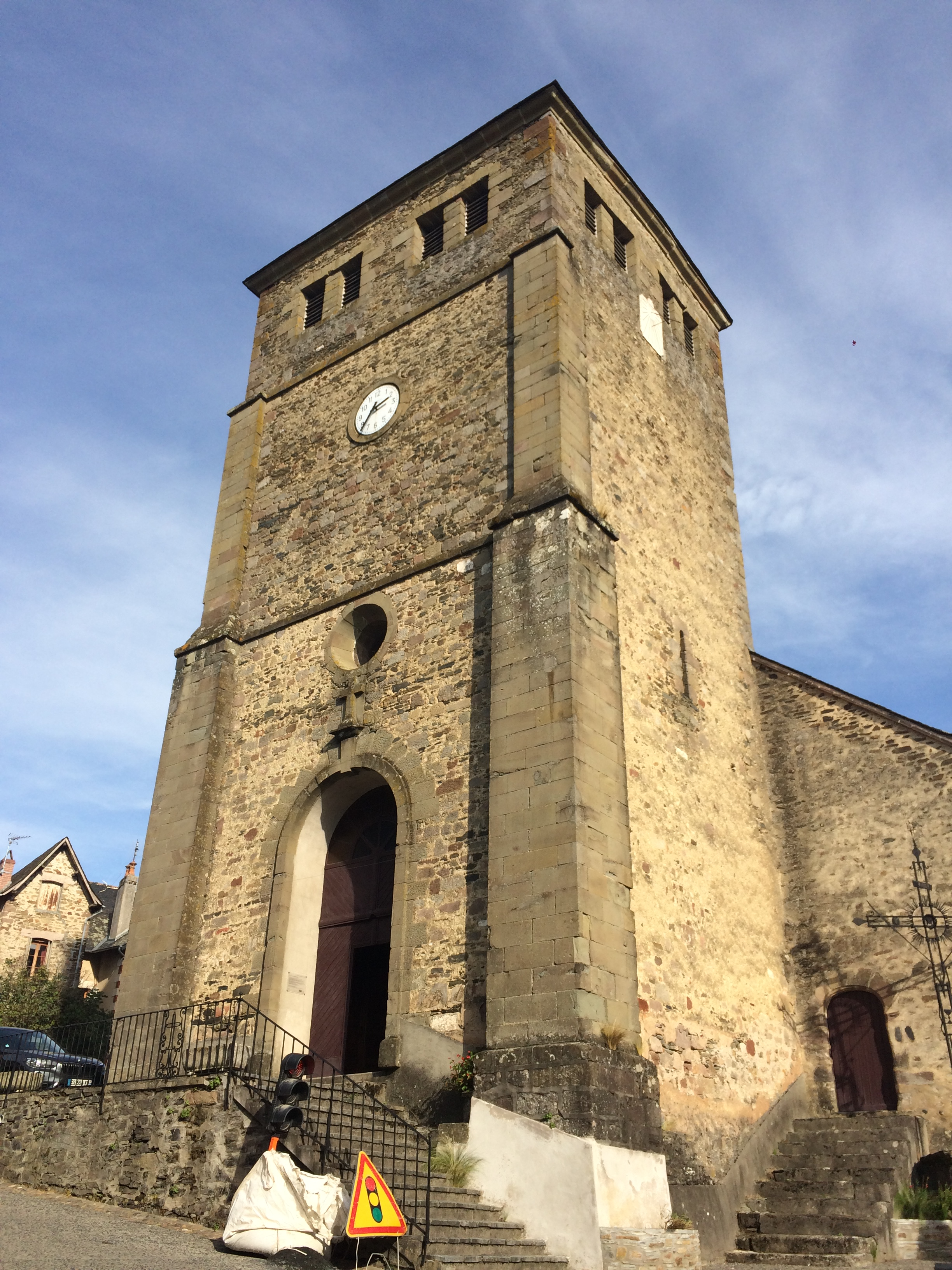
L'église Saint-Christophe.
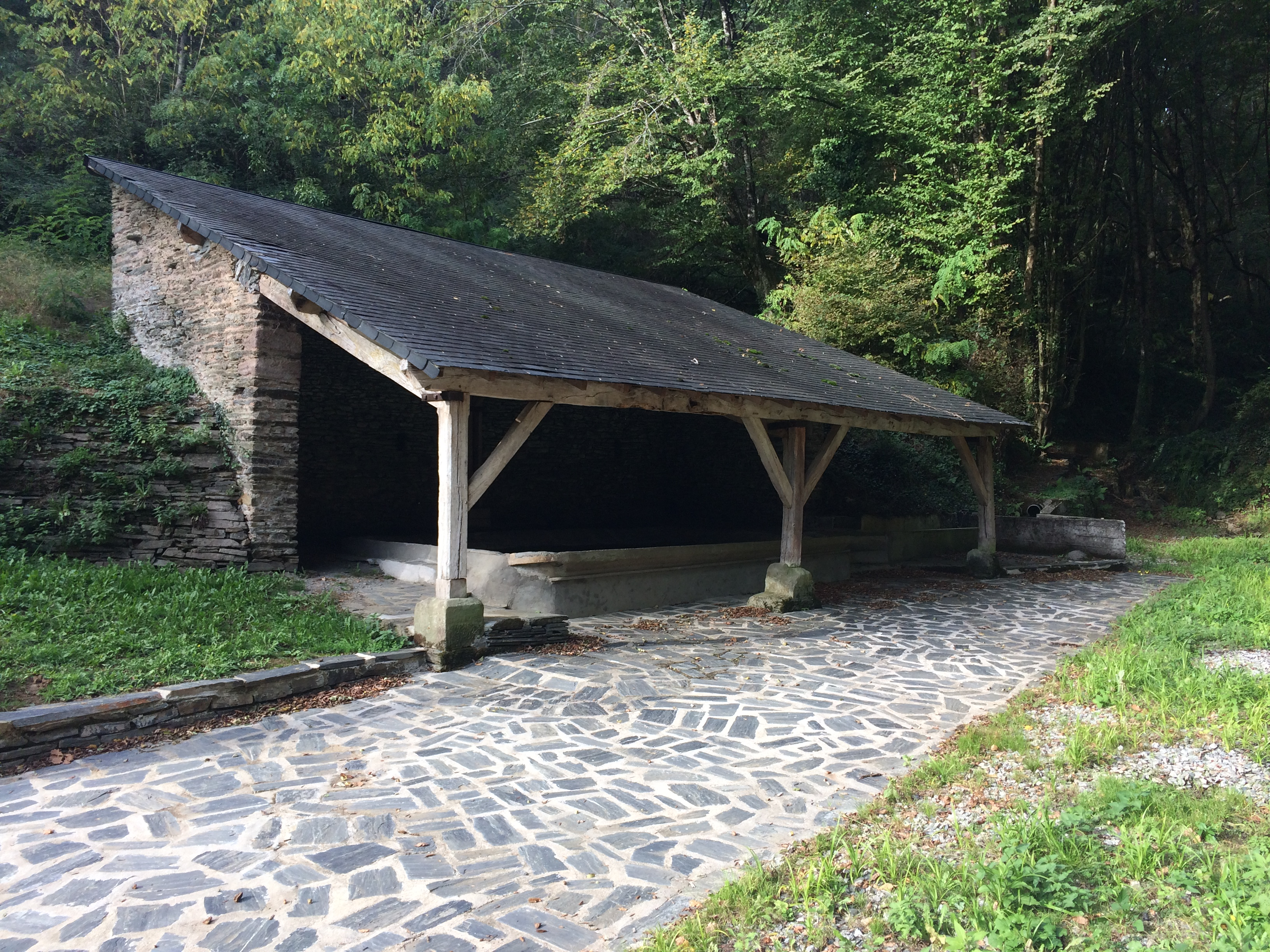
Le lavoir du bourg.
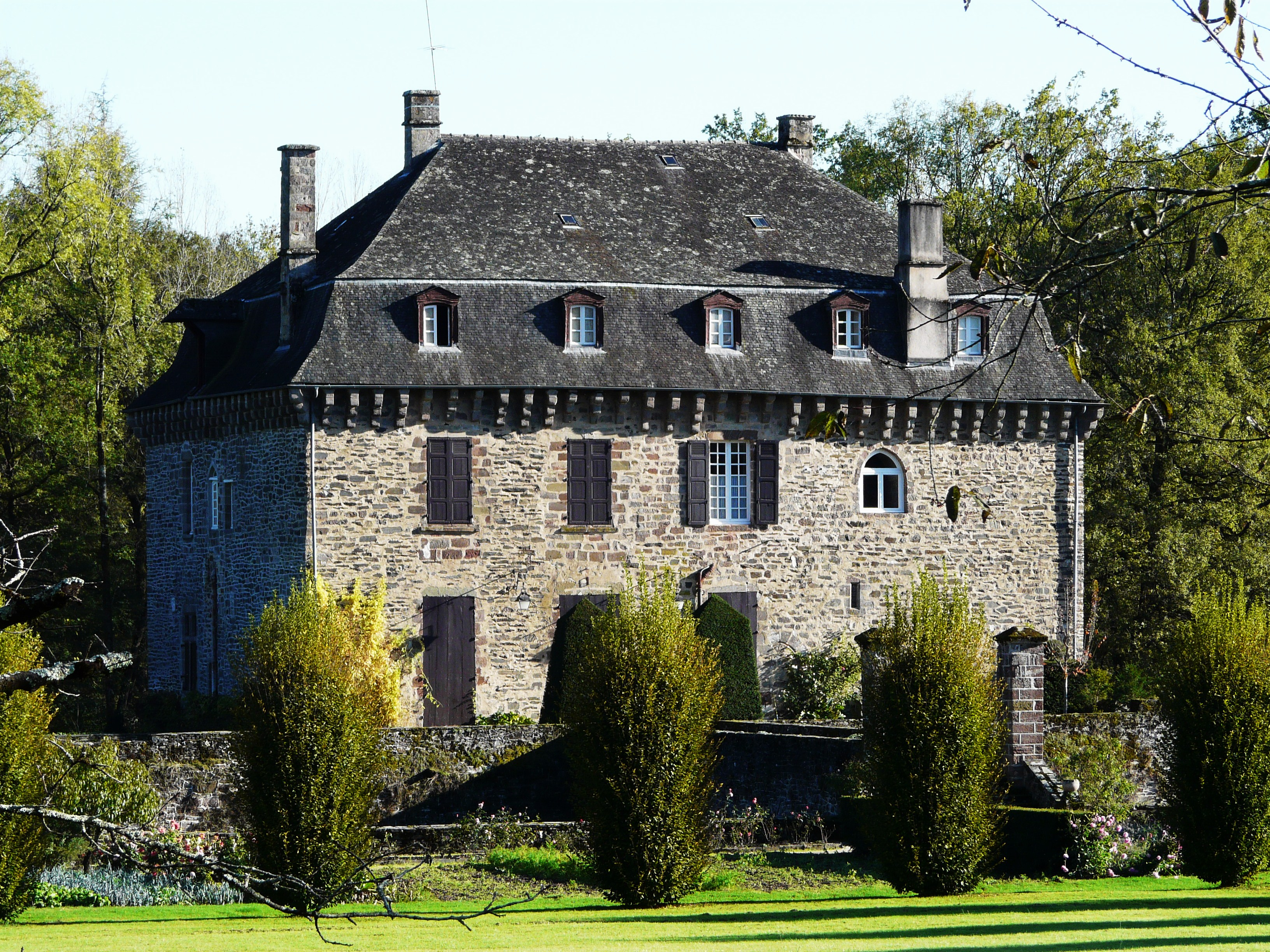
Le château de Mirabeau.
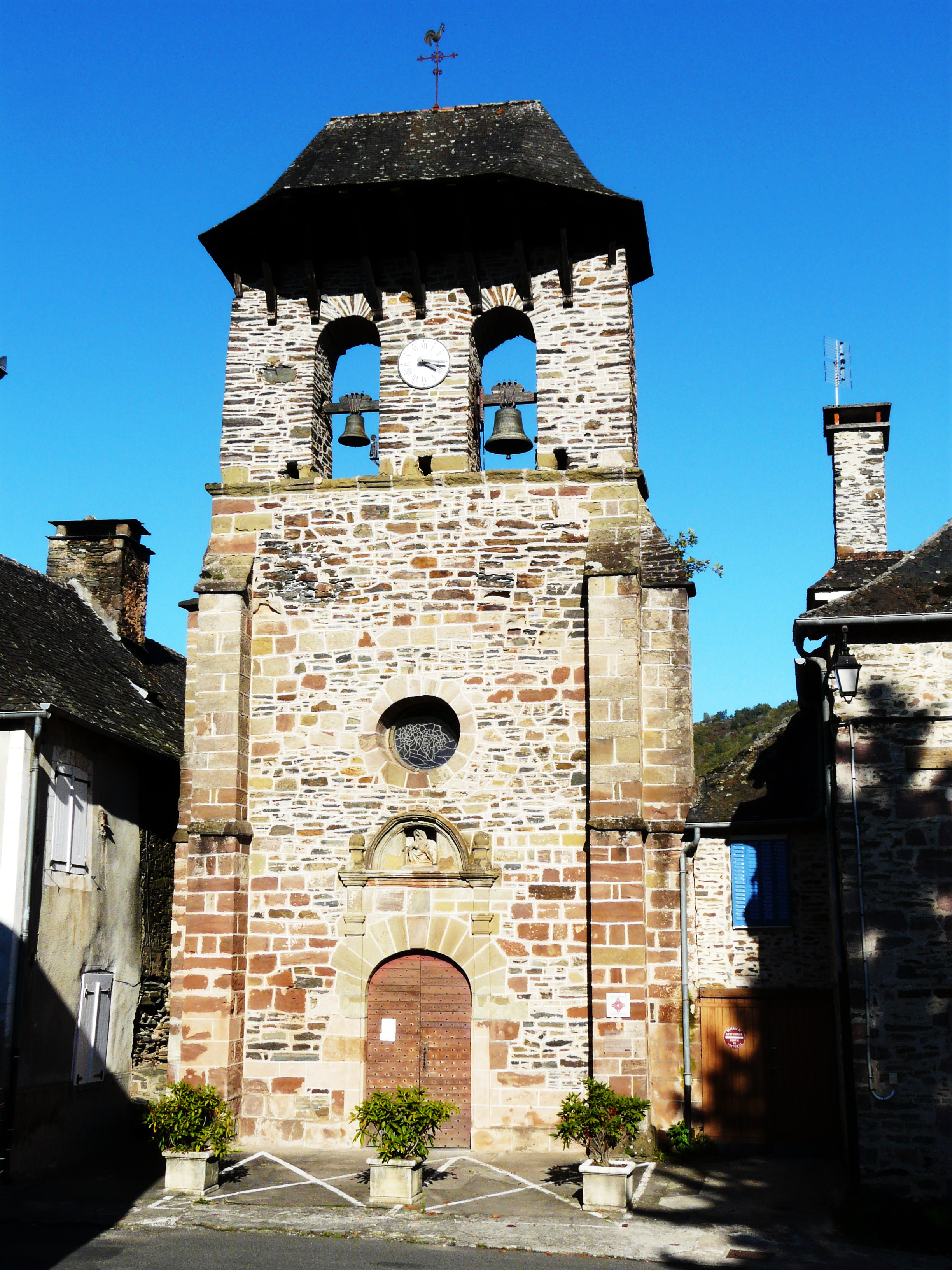
La chapelle du Saillant.
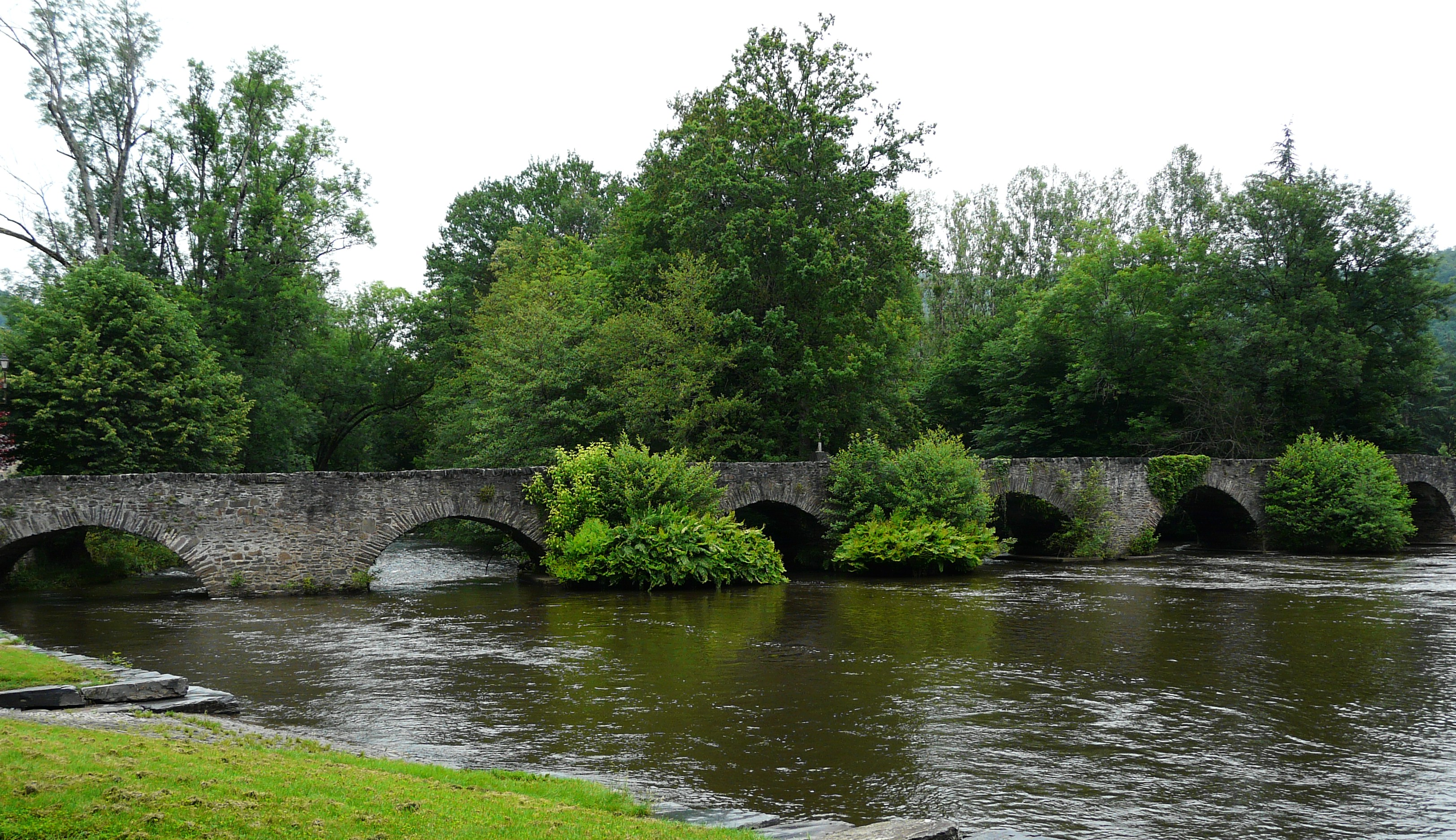
Le pont du Saillant.
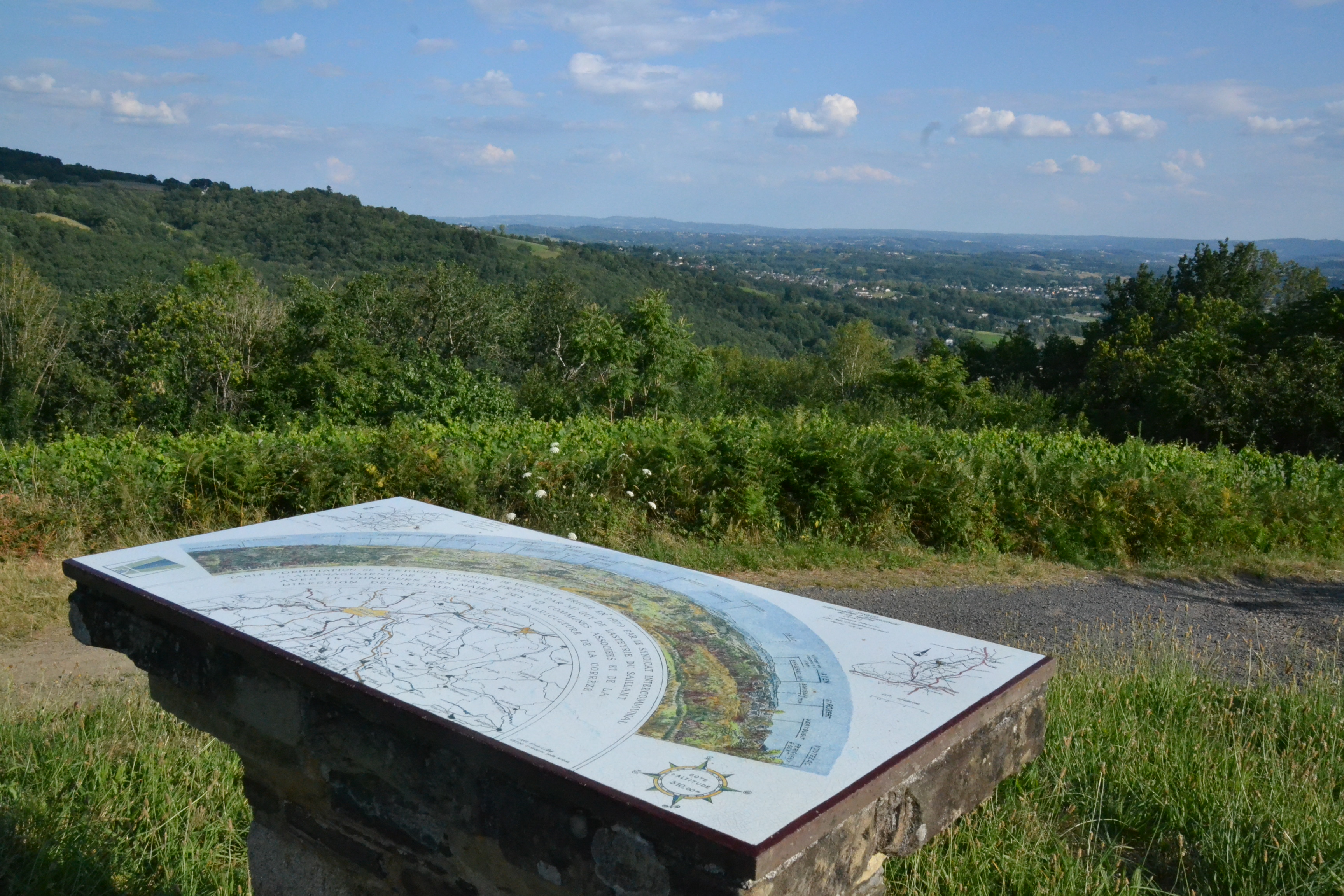
Table d'orientation de Vertougit.

### Personnalités liées à la commune
- François Pierre Faye-Lachèze (1756-?), homme politique, né à Voutezac (Corrèze), député de la Corrèze de 1791 à 1792.
- Jean-Louis Breuil-Jarrige (1924-1993), PDG de Total Compagnie française de distribution, est né à Voutezac[31].
- Paulette del Baye, actrice française ayant vécu, en 1940, dans la commune, sous le nom de Mrs Prinsep[32].

### Héraldique
| Blason de Voutezac | Blason  | D'argent à la fasce crénelée de gueules chargée d'un lion d'or, accompagnée en chef d'une croisette d'azur et en pointe d'une grappe de raisin de pourpre tigée et feuillée de sinople. |
| Blason de Voutezac | Détails | Le statut officiel du blason reste à déterminer. |

### Cinéma
En 1962, au pont du Saillant, fut tournée une scène du film Le Chevalier de Pardaillan de Bernard Borderie.

## Vie locale
- La famille de Lasteyrie du Saillant, soutenue par les élus, a créé en 1981 le « festival de la Vézère », festival de musique classique et opéra qui a lieu en juillet et août au Saillant et dans les communes environnantes.